# .vlaanderen
.vlaanderen is een generiek topleveldomein voor websites in Vlaanderen. Registry DNS Belgium, die ook verantwoordelijk is voor .be, heeft toestemming gekregen om deze extensie te beheren en voert deze vanaf september 2014 samen met .brussels in. Voordat DNS Belgium deze extensie mocht beheren, moest er een strenge technische en financiële evaluatie worden uitgevoerd, waarin .vlaanderen positief beoordeeld is.

## Geschiedenis
Medio 2011 nam ICANN, de overkoepelende organisatie met betrekking tot domeinnamen, het besluit dat organisaties een eigen topleveldomein (TLD) mochten aanvragen. Naast de bestaande landcodes als .be en generieke extensies als .com, werden ook extensies als .ibm, .shop of .limburg mogelijk. De eerste aanvragen konden vanaf 12 januari 2012 bij ICANN ingediend worden. Deze uitbreiding is vooral interessant voor merken, maar ook voor geografische, etnische en linguïstische organisaties en instellingen. Alle nieuw gecreëerde extensies behoren tot de groep van gTLD's of 'generic Top Level Domains', in tegenstelling tot de landcodes, wat gevolgen heeft voor het beheer ervan. DNS.be was onmiddellijk een van de kandidaten om de geografische gTLD's te besturen. 
Begin 2012 wezen de Vlaamse en Brusselse overheid respectievelijk het beheer van de gTLD's .vlaanderen en .brussels aan DNS.be toe. DNS.be maakte het aanvraagdossier voor ICANN op en diende dit in. Zij neemt na de goedkeuring gedurende 10 jaar de technische en commerciële exploitatie voor haar rekening. De formule die voor het partnership werd gekozen, is die van de concessie van diensten. 
In 2012 werden drie aanvragen bij de ICANN gedaan voor generieke topleveldomeinen voor België. Deze plaatsen werden verloot waardoor .gent op de 1.021ste plaats kwam, .vlaanderen op de 1.416e plaats en .brussels op de 1.518e plaats. Omdat ICANN zo'n 1000 aanvragen per jaar behandelt, werd toen al gegokt op een ingebruikname in 2014.
In 2013, nadat de extensie officieel goedgekeurd werd, kwam er kritiek op de naam uit het Vlaamse bedrijfsleven. Bij een rondvraag van 291 Vlaamse bedrijven door BeCommerce kwam naar voren dat 73% van de bedrijven kritisch stond tegenover een nieuw topleveldomein. Aan de andere kant heeft een onderzoek van de Vlaamse overheid in 2013 uitgewezen dat 62% van de 258 gemeentes positief staat tegenover de nieuwe extensie.
Op 7 februari 2014 tekende DNS Belgium (intussen gewijzigd van naam) het contract met ICANN voor het beheer van .vlaanderen en .brussels
ICANN meldde op 21 maart dat jaar dat de applicaties voor .vlaanderen en .brussels geslaagd zijn voor de technische tests.
Op 18 juni 2014 maakte ICANN bekend dat .vlaanderen en .brussels gedelegeerd zijn. Concreet betekent dit dat ze toegevoegd zijn aan de DNS-rootzone. Daardoor bestaan ook de eerste URL's met deze nieuwe extensies: nic.vlaanderen en nic.brussels.
Op 9 juli 2014 kwam de goedkeuring van de startup-informatie door ICANN. Dat is de informatie over de verschillende lanceerfasen en de timing ervan.
Dit betekent ook dat alle data van de verschillende fasen officieel vastliggen:
- Fase voor merkhouders: 01/09/2014 - 01/10/2014
- Fase voor lokale overheden en organisaties: 02/10/2014 - 03/11/2014
- Fase voor particulieren: 13/11/2014 - 15/12/2014
- Landrush 16/12/2014 - 15/01/2015
- Vrije registraties sinds 20/01/2015

Eind januari 2016 stond het aantal registraties op circa 7000. Zo'n 1000 waren toegekend aan instellingen van de Vlaamse overheid en aanverwante organisaties. Hiermee bleef het aantal achter op de verwachtingen van de overheid.